# Krnja Jela (Šavnik)
Pour les articles homonymes, voir Krnja Jela.
Krnja Jela (en serbe cyrillique : Крња Јела) est un village du centre-ouest du Monténégro, dans la municipalité de Šavnik.

## Démographie

### Évolution historique de la population
| 1948 | 1953 | 1961 | 1971 | 1981 | 1991 | 2003 |
| ---- | ---- | ---- | ---- | ---- | ---- | ---- |
| 339  | 346  | 334  | 353  | 251  | 127  | 84   |

## Personnalité
L'écrivain et académicien Miro Vuksanović est né en 1944 dans le village.